# Петрик Олександр Геннадійович
Олександр Геннадійович Петрик (рос. Александр Геннадьевич Петрик; нар. 25 січня 1963, Грозний, РРФСР) — радянський та російський футболіст та тренер, виступав на позиції нападника або півзахисника. Має також українське громадянство.

## Життєпис
Народився 25 січня 1963 року у Грозному. Футболом розпочав займатися в команді рідного міста — «Терек». З 1985 по 1987 рік захищав кольори «Променя» (Владивосток). У Другій лізі зіграв 61 матч, відзначився 4-а голами. З 1988 року виступав в іншому друголіговому клубі — «Океан» (Находка). У футболці клубу з Находки в чемпіонаті СРСР зіграв 100 матчів, відзначився 36-а голами. Допоміг клубу виграти кубок РРФСР. У 1991 році підсилив артемівський «Шахтар», який виступав у другій нижцій лізі (26 матчів, 3 голи).
У 1992 році виступав в Японії. Проте того ж року перїхав до України, де першу частину сезону 1992/93 провів у «Бескиді» з Надвірної, у футболці якої відзначився 12-а голами в аматорському чемпіонаті України. Під час зимової перерви підписав контракт із «Закарпаттям». Дебютував у футболці ужгородського клубу 28 квітня 1993 року в програному (1:2) виїзному поєдинку 30-о туру Першої ліги проти охтирського «Нафтовика». Олександр вийшов на поле на 46-й хвилині, замінивши Володимира Мартинюка. Дебютними голами у складі закарпатського клубу відзначився 17 травня 1993 року на 25, 65 та 75-й хвилинах переможного (3:1) виїзного поєдинку 34-о туру Першої ліги проти павлоградського «Шахтаря». Петрик вийшов на поле в стартовому складі та відіграв увесь матч. У другій частині сезону 1992/93 років у Першій лізі зіграв 15 матчів та відзначився 4-а голами.
Наступний сезон розпочав у складі СК «Одеса». Дебютував у футболці одеситів 15 серпня 1993 року в програному (1:3) виїзному поєдинку 1-о туру Першої ліги проти сєвєродонецького «Хіміка». Олександр вийшов на поле в стартовому складі та відіграв увесь матч. Дебютними голами за СК «Одесу» відзначився 25 серпня 1993 року на 62 та 75-й хвилинах переможного (2:0) домашнього поєдинку 3-о туру Першої ліги проти охтирського «Нафтовика». Петрик вийшов на поле в стартовому складі, а на 84-й хвилині його замінив Олійник. З серпня до початку жовтня 1993 року в Першій лізі зіграв 12 матчів та відзначився 6-а голами.
У середині жовтня 1993 року перейшов до запорізького «Металурга», у футболці якого дебютував 30 жовтня в програному (0:2) виїзному поєдинку 13-о туру Вищої ліги проти тернопільської «Ниви». Олександр вийшов на поле в стартовому складі та відіграв увесь матч. Дебютним голом у футбоці «металургів» відзначився 3 листопада 1993 року на 72-й хвилині переможного (3:0) домашнього поєдинку 1/16 фіналу кубку України проти очаківської «Артанії». Петрик вийшов на поле в стартовому складі та відіграв увесь матч. Першим же м'ячем у Вищій лізі відзначився 7 листопада 1993 року на 89-й хвилині переможного (4:1) домашнього поєдинку 14-о туру проти сімферопольської «Таврії». Петрик вийшов на поле в стартовому складі та відіграв увесь матч. У Вищій лізі чемпіонату України зіграв 29 матчів та відзначився 5-а голами, ще 3 матчі (1 гол) провів у кубку України.
По ходу сезону 1994/95 років залишив «Металург». Виступав в Угорщині та Німеччині. У 1998 році повернувся до «Океану», який на той час виступав у Другому дивізіоні чемпіонату Росії. У футболці клубу з Находки провів два сезони. За цей час у Другому дивізіоні зіграв 21 матч та відзначився 4-а голами, ще 1 поєдинок провів у кубку Росії. Наприкінці кар'єри боровся з наслідками серйозної травми колінного суглубу.
По завершенні кар'єри гравця став тренером. Працював у ДФШ Находки, де тренував команди 1998 та 2003 років народження.